# Châtenay (Ain)
Pour les articles homonymes, voir Châtenay.
Châtenay est une commune française, située dans le département de l'Ain en région Auvergne-Rhône-Alpes.

## Géographie
Châtenay fait partie de la Dombes, sur les bords de la Veyle.

### Climat
Pour des articles plus généraux, voir Climat d'Auvergne-Rhône-Alpes et Climat de l'Ain.
En 2010, le climat de la commune est de type climat océanique dégradé des plaines du Centre et du Nord, selon une étude du CNRS s'appuyant sur une série de données couvrant la période 1971-2000. En 2020, Météo-France publie une typologie des climats de la France métropolitaine dans laquelle la commune est dans une zone de transition entre le climat semi-continental et le climat de montagne et est dans la région climatique Bourgogne, vallée de la Saône, caractérisée par un bon ensoleillement (1 900 h/an), un été chaud (18,5 °C), un air sec au printemps et en été et des vents faibles.
Pour la période 1971-2000, la température annuelle moyenne est de 11,1 °C, avec une amplitude thermique annuelle de 17,7 °C. Le cumul annuel moyen de précipitations est de 1 061 mm, avec 11,2 jours de précipitations en janvier et 7,8 jours en juillet. Pour la période 1991-2020, la température moyenne annuelle observée sur la station météorologique de Météo-France la plus proche, « Ambérieu », sur la commune de Château-Gaillard à 10 km à vol d'oiseau, est de 11,9 °C et le cumul annuel moyen de précipitations est de 1 117,5 mm,. Pour l'avenir, les paramètres climatiques de la commune estimés pour 2050 selon différents scénarios d'émission de gaz à effet de serre sont consultables sur un site dédié publié par Météo-France en novembre 2022.

## Urbanisme

### Typologie
Au 1er janvier 2024, Châtenay est catégorisée commune rurale à habitat dispersé, selon la nouvelle grille communale de densité à 7 niveaux définie par l'Insee en 2022.
Elle est située hors unité urbaine et hors attraction des villes,.

### Occupation des sols
L'occupation des sols de la commune, telle qu'elle ressort de la base de données européenne d’occupation biophysique des sols Corine Land Cover (CLC), est marquée par l'importance des territoires agricoles (67 % en 2018), en augmentation par rapport à 1990 (65,9 %). La répartition détaillée en 2018 est la suivante : 
prairies (33,7 %), terres arables (31,1 %), forêts (23,4 %), eaux continentales (9,6 %), zones agricoles hétérogènes (2,2 %).
L'évolution de l’occupation des sols de la commune et de ses infrastructures peut être observée sur les différentes représentations cartographiques du territoire : la carte de Cassini (XVIIIe siècle), la carte d'état-major (1820-1866) et les cartes ou photos aériennes de l'IGN pour la période actuelle (1950 à aujourd'hui).

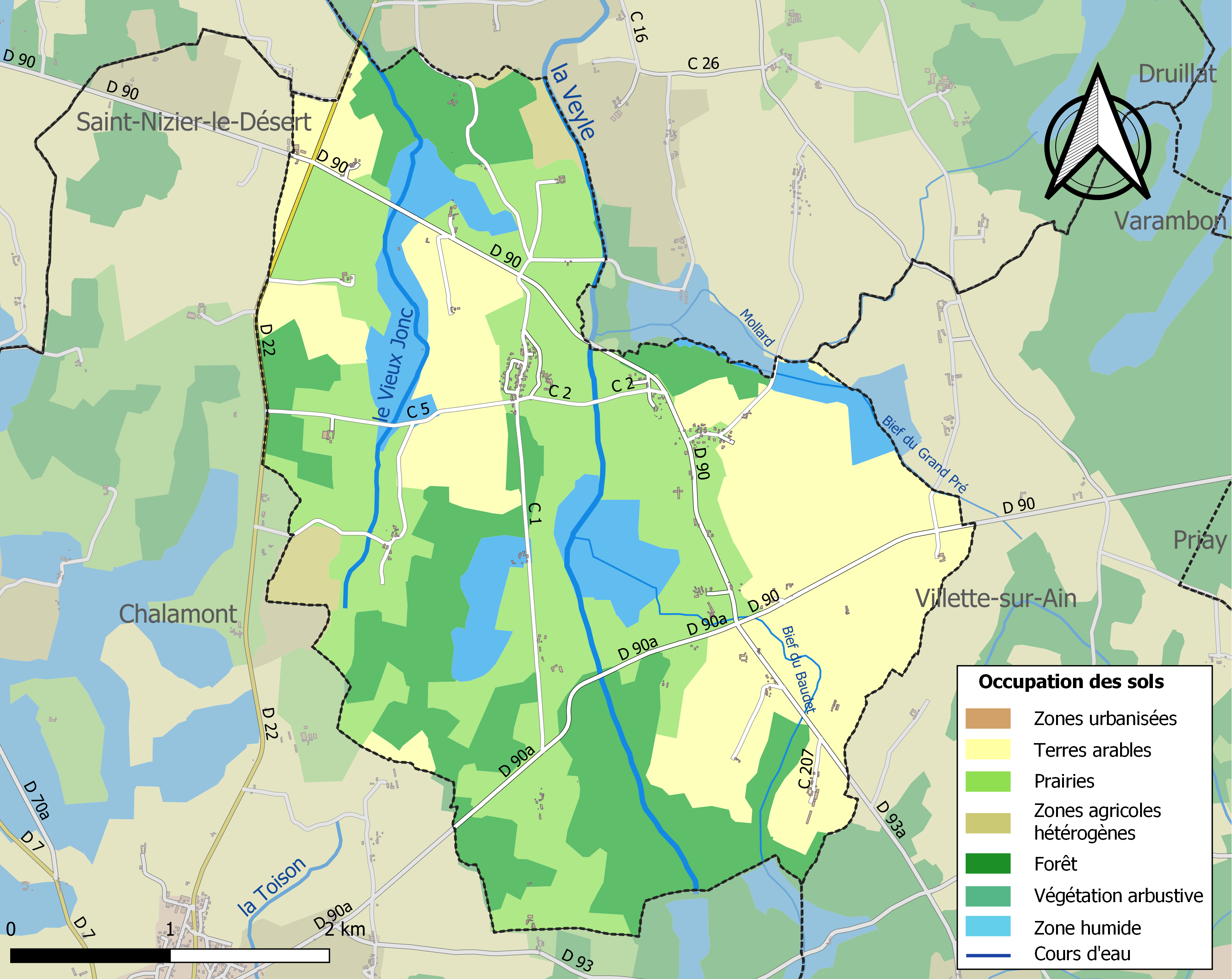
Carte des infrastructures et de l'occupation des sols de la commune en 2018 (CLC).

## Histoire
Village mentionné dès le IXe siècle.

### Les Hospitaliers
Mas près de Châtenay, donné aux Hospitaliers de l'ordre de Saint-Jean de Jérusalem des Feuillées par un frère d'Alard de Chalamont, et à eux confirmé, en février 1247, par Albert III de la Tour-du-Pin, seigneur de Coligny.

## Politique et administration

### Découpage territorial
La commune de Châtenay est membre de la communauté de communes de la Dombes, un établissement public de coopération intercommunale (EPCI) à fiscalité propre créé le 1er janvier 2017 dont le siège est à Châtillon-sur-Chalaronne. Ce dernier est par ailleurs membre d'autres groupements intercommunaux.
Sur le plan administratif, elle est rattachée à l'arrondissement de Bourg-en-Bresse, au département de l'Ain et à la région Auvergne-Rhône-Alpes. Sur le plan électoral, elle dépend du  canton de Ceyzériat pour l'élection des conseillers départementaux, depuis le redécoupage cantonal de 2014 entré en vigueur en 2015, et de la quatrième circonscription de l'Ain  pour les élections législatives, depuis le dernier découpage électoral de 2010.

### Administration municipale
| Période                                  | Période  | Identité         | Étiquette | Qualité |
| ---------------------------------------- | -------- | ---------------- | --------- | ------- |
| 1977                                     | 1989     | Eugène Béraudier | DVG       |         |
| 1989                                     | 2008     | Jacques Garnier  |           |         |
| 2008                                     | 2014     | Denis Di Marino  |           |         |
| 2014                                     | 2020     | Cyrille Chaffard |           |         |
| 2020                                     | En cours | Évelyne Bernard  |           |         |
| Les données manquantes sont à compléter. |          |                  |           |         |

## Démographie
L'évolution du nombre d'habitants est connue à travers les recensements de la population effectués dans la commune depuis 1793. Pour les communes de moins de 10 000 habitants, une enquête de recensement portant sur toute la population est réalisée tous les cinq ans, les populations de référence des années intermédiaires étant quant à elles estimées par interpolation ou extrapolation. Pour la commune, le premier recensement exhaustif entrant dans le cadre du nouveau dispositif a été réalisé en 2004.
En 2022, la commune comptait 358 habitants, en évolution de +7,51 % par rapport à 2016 (Ain : +5,15 %, France hors Mayotte : +2,11 %).
| 1793 | 1800 | 1806 | 1821 | 1831 | 1836 | 1841 | 1846 | 1851 |
| ---- | ---- | ---- | ---- | ---- | ---- | ---- | ---- | ---- |
| 447  | 137  | 387  | 361  | 353  | 392  | 410  | 447  | 420  |

| 1856 | 1861 | 1866 | 1872 | 1876 | 1881 | 1886 | 1891 | 1896 |
| ---- | ---- | ---- | ---- | ---- | ---- | ---- | ---- | ---- |
| 394  | 389  | 430  | 435  | 429  | 407  | 463  | 476  | 461  |

| 1901 | 1906 | 1911 | 1921 | 1926 | 1931 | 1936 | 1946 | 1954 |
| ---- | ---- | ---- | ---- | ---- | ---- | ---- | ---- | ---- |
| 417  | 429  | 405  | 369  | 350  | 331  | 326  | 304  | 297  |

| 1962 | 1968 | 1975 | 1982 | 1990 | 1999 | 2004 | 2006 | 2009 |
| ---- | ---- | ---- | ---- | ---- | ---- | ---- | ---- | ---- |
| 252  | 249  | 225  | 266  | 276  | 308  | 335  | 335  | 338  |

| 2014 | 2019 | 2022 | - | - | - | - | - | - |
| ---- | ---- | ---- | - | - | - | - | - | - |
| 332  | 356  | 358  | - | - | - | - | - | - |

## Culture et patrimoine

### Lieux et monuments
- Vestiges de l'ancienne commanderie des Feuillées, fondée au XIIIe siècle par les hospitaliers de Saint-Jean-de-Jérusalem.
- Château de Biard, bâti ou rebâti par Claude Berger vers 1378, licencié en droit, au service du comte de Savoie[19].
- Château de Montchamp.
- Église Saint-Pierre.

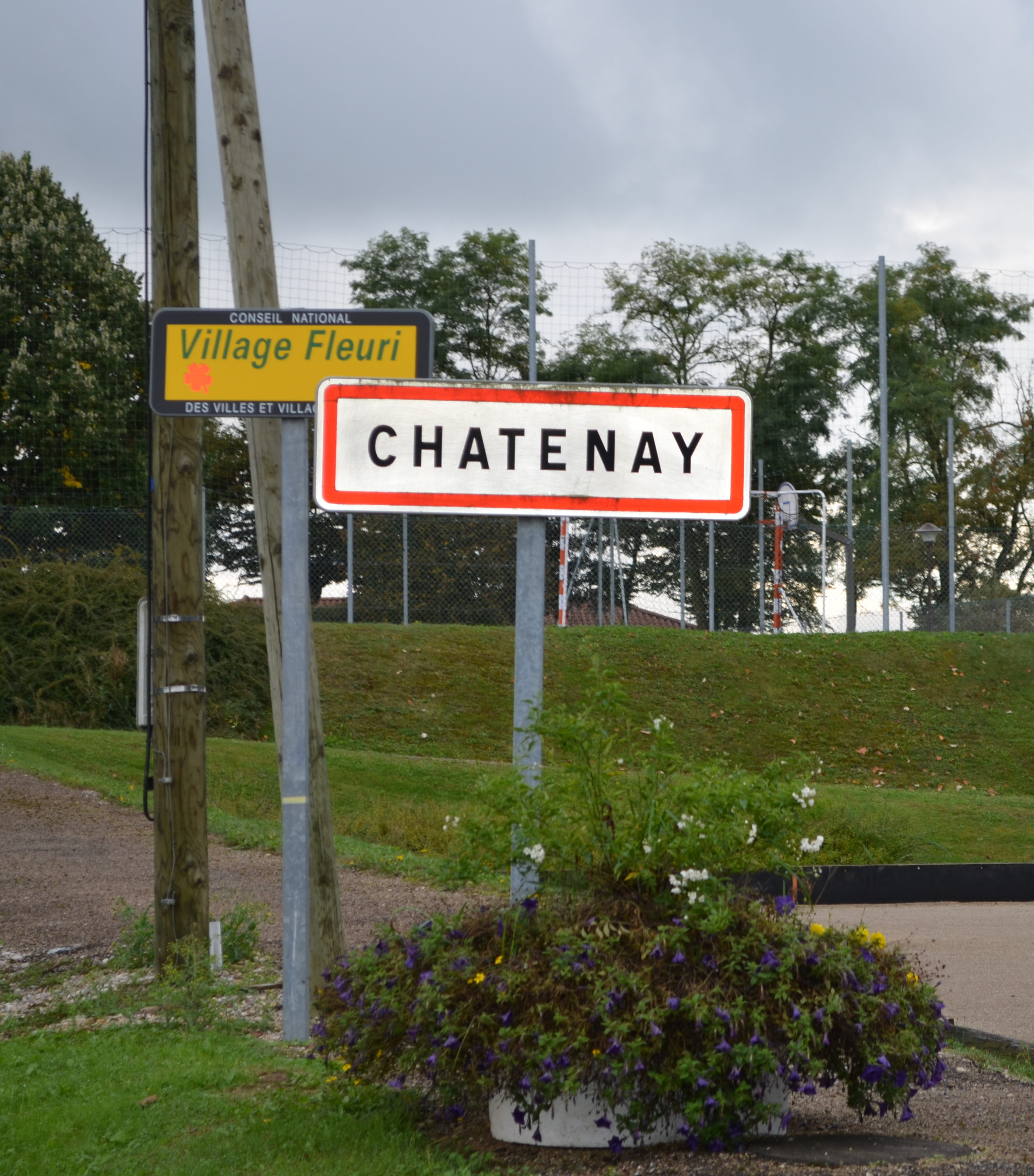
Panneau d'entrée dans Châtenay.
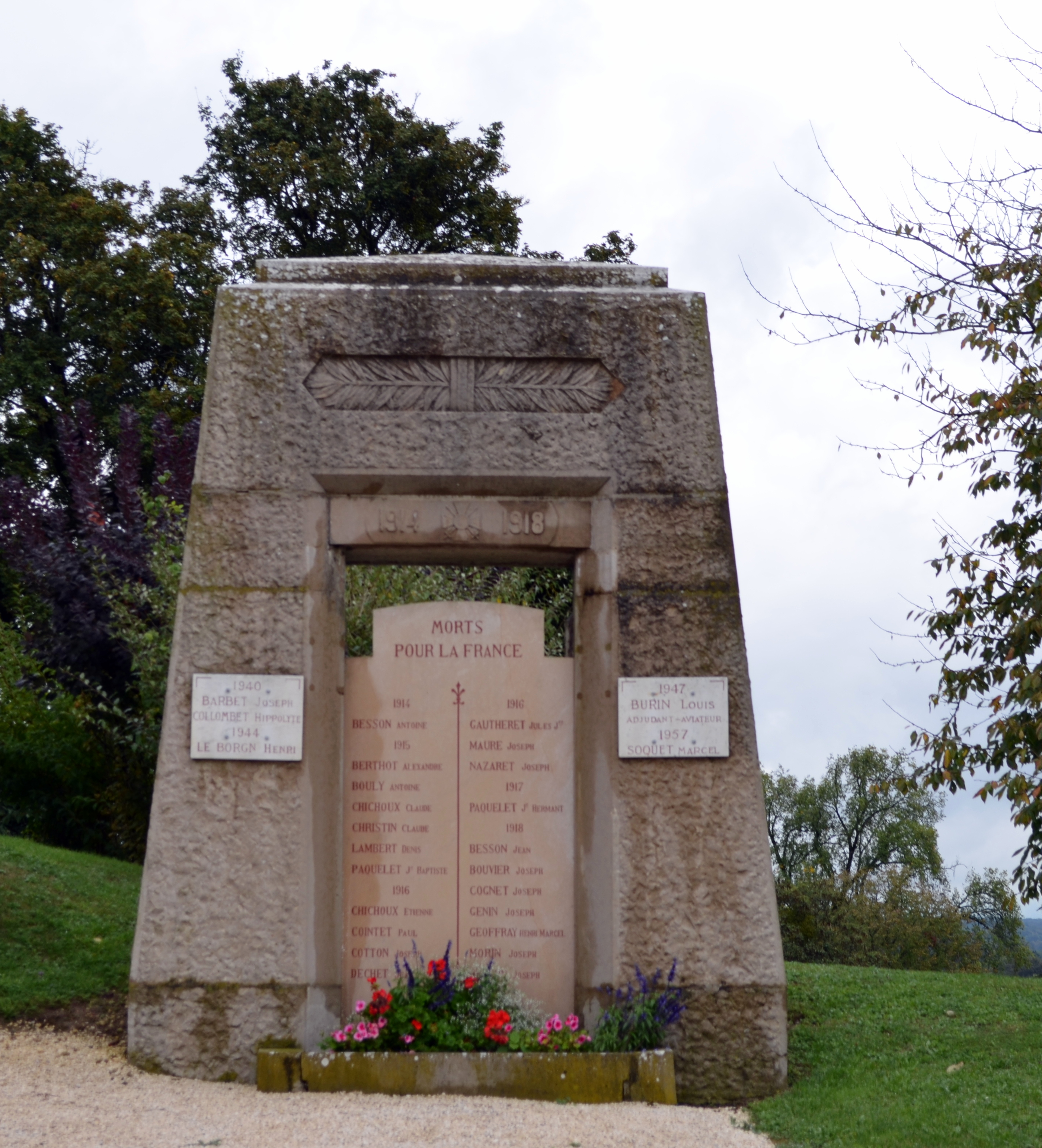
Monument aux morts de Châtenay.
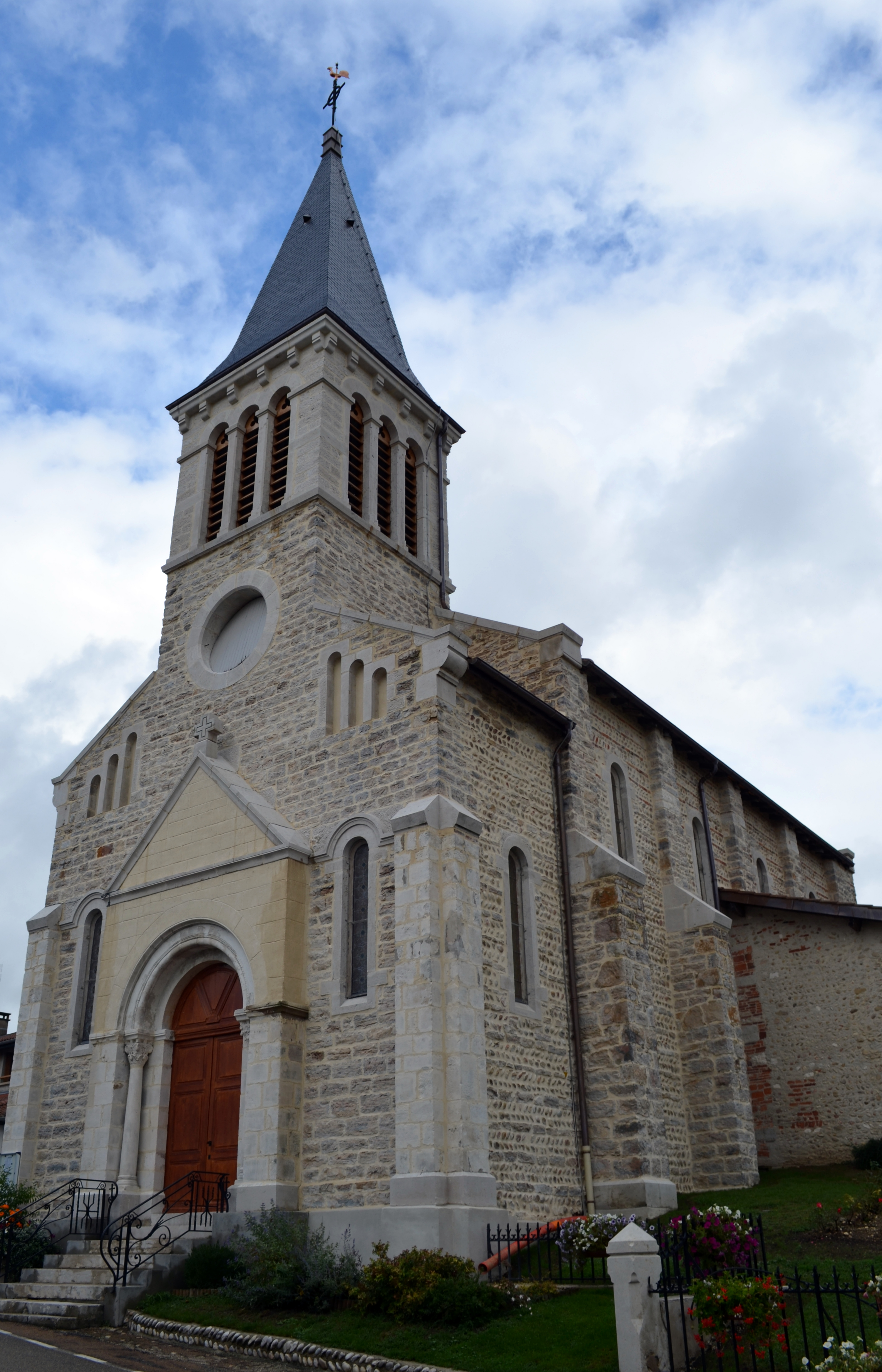
L'église Saint-Pierre de Châtenay.

### Espaces verts et fleurissement
En 2014, la commune obtient le niveau « une fleur » au concours des villes et villages fleuris.

### Personnalités liées à la commune
- Le peintre Charles Couturier (1768-1852), est mort à Chatenay.

### Héraldique
| Blason de Châtenay | Blason  | Tiercé en pairle renversé : au 1er de sinople à un châtaignier d'or, au 2e d'argent à une croix de Malte de gueules, au 3e d'azur à deux fasces ondées d'argent et à un canard colvert au naturel, essorant et brochant. |
| Blason de Châtenay | Détails | Le statut officiel du blason reste à déterminer. |